# Arvo
Arvo ist ein finnischer und estnischer männlicher Vorname mit der Bedeutung „Geltung“, „Wert“.

## Namensträger
- Arvo Aalto (1932–2025), finnischer Politiker
- Arvo Aaltonen (1889–1949), finnischer Schwimmer
- Arvo Askola (1909–1975), finnischer Leichtathlet
- Arvo Haavisto (1900–1977), finnischer Ringer
- Arvo Horm (1913–1996), estnischer Wirtschaftswissenschaftler
- Arvo Kraam (1971–2024), estnischer Fußballspieler
- Arvo Kuddo (* 1954), estnischer Wirtschaftswissenschaftler und Politiker
- Arvo Mägi (1913–2004), estnischer Schriftsteller
- Arvo Närvänen (1905–1982), finnischer Fußball- und Bandyspieler
- Arvo Niemelä (1909–1984), finnischer Ringer
- Arvo Niitenberg (1934–2003), estnischer Politiker
- Arvo Oksala (1920–1993), finnischer Augenarzt
- Arvo Pärt (* 1935), estnischer Komponist
- Arvo Salo (1932–2011), finnischer Schriftsteller und Politiker
- Arvo Tuominen (1894–1981), finnischer Politiker
- Arvo Valton (1935–2024), estnischer Schriftsteller
- Arvo Viitanen (1924–1999), finnischer Skilangläufer
- Arvo Viljanti (1900–1974), finnischer Historiker
- Arvo Volmer (* 1962), estnischer Dirigent
- Arvo Ylppö (1887–1992), finnischer Pädiater